# Aconitum yunlingense
Aconitum yunlingense là một loài thực vật có hoa trong họ Mao lương. Loài này được Q.E.Yang & Z.D.Fang mô tả khoa học đầu tiên năm 1990.